# Antonio Moyano
Antonio Moyano Reina (né le 1er mars 1928 à Puente Genil en Andalousie et mort le 9 mars 2010 à San José au Costa Rica) est un joueur de football espagnol, qui évoluait au poste de milieu de terrain, avant de devenir entraîneur.
Moyano a été, à quatre reprises, sélectionneur du Costa Rica.

## Palmarès
| Guanacasteca - Championnat du Costa Rica D2 (1) : - Champion : 1985-86. |  | Herediano - Championnat du Costa Rica (1) : - Champion : 1986-87. |  | Municipal Turrialba - Championnat du Costa Rica D2 (1) : - Champion : 1989-90. |